# Bormina
Il Bormina (o Viola Bormina) è un torrente della provincia di Sondrio.

## Idrografia
I 2 rami sorgentizi (il Viola e la Bormina) nascono rispettivamente presso il Passo di Val Viola e la Cima Dügüral (entrambi 
vicino al confine con la Svizzera, il primo con numerosi nomi alternativi, es. Rio Minestra oppure Rio della Forbesana), per incontrarsi alle pendici del Monte Dosdè.
Percorre poi la Val Viola Bormina e confluisce da destra nell'Adda a Premadio, frazione di Valdidentro a poca distanza da Bormio, in Alta Valtellina. Il torrente è interamente compreso nel comune di Valdidentro ed è costeggiato, da Arnoga a Premadio, dalla Strada statale 301 del Foscagno che collega Bormio a Livigno.
Non ha affluenti di particolare importanza, limitandosi a raccogliere le acque dei numerosi ruscelli della valle. I più rilevanti (per portata) sono il Rio Verva, il Foscagno (in discesa dall'omonimo passo), il Rio Scianno (affluente di sinistra nel comune di Isolaccia dopo la scenografica cascata della "gola della strega") il Bucciana (discendente dal Monte San Colombano) e il torrente Val di Fochin (talvolta chiamato Trés), immissario di destra nella frazione di Pradelle.
Il torrente ha, inoltre, raccolto le acque usate dalla Centrale idroelettrica di Rasin che prelevava dal bacino del Cancano, posto circa 600 metri più a monte, con la quale era collegata da un sistema di condutture visibili tutt'oggi sul lato della montagna, appena fuori dall'abitato di Isolaccia. La centrale, entrata in attività nel 1928, è stata dismessa definitivamente nel 2004.